# باتريك كوتيه (مقاتل)
باتريك كوتيه (
تنطق بالفرنسية: [patʁik kote]؛ مواليد 29 فبراير 1980) هو مُقاتل فنون قتالية مختلطة كندي مُعتزل.

## وصلات خارجية
- باتريك كوتيه (مقاتل) على موقع بوكس ريك (الإنجليزية) (registration required)
- باتريك كوتيه (مقاتل) على موقع يو إف سي (الإنجليزية)
- باتريك كوتيه (مقاتل) على موقع شيردوغ (الإنجليزية)
- باتريك كوتيه (مقاتل) على موقع Tapology.com (الإنجليزية)
- باتريك كوتيه (مقاتل) على موقع IMDb (الإنجليزية)
- باتريك كوتيه (مقاتل) على موقع قاعدة بيانات الفيلم (الإنجليزية)